# London Welsh RFC
Der London Welsh RFC (offiziell London Welsh Rugby Football Club, walisisch: Clwb Rygbi Cymry Llundain) ist ein englischer Rugby-Union-Verein, der in der Greene King IPA Championship spielt, der zweithöchsten englischen Liga. Die Heimspiele werden im Old Deer Park in Richmond, London, ausgetragen.
Der Verein wurde 1895 gegründet. Bislang sind 177 walisische Nationalspieler aus ihm hervorgegangen sowie 43 British and Irish Lions, darunter berühmte Spieler wie John Dawes, J. P. R. Williams oder Gerald Davies. Im Jahr 2006 versuchten die Verantwortlichen eine Aufnahme in die multinationale Magners League zu erwirken, was jedoch bislang nicht gelungen ist. Da man nicht nur Mitglied der englischen Rugby Football Union ist, sondern auch der Welsh Rugby Union, wäre es möglich gewesen, als weiteres walisisches Team gegen die irischen und schottischen Mannschaften zu spielen.

## Bekannte ehemalige Spieler
| - Norman Biggs - Colin Charvis - Gerald Davies - Mervyn Davies - John Dawes - Rhys Gabe - Arthur Gould - Bob Gould - Tony Gray - Jim Hannan | - Arthur Harding - Bryn Meredith - Teddy Morgan - Wick Powell - Tom Shanklin - Haydn Tanner - John Taylor - Frank Whitcombe - J. P. R. Williams |